# Экспансивная глина
Экспансивная глина — глина, склонная к большим объемным изменениям (набуханию и усадке), которые напрямую связаны с изменением содержания воды, емкостью катионного объема (ЕКО). Почвы с высоким содержанием расширяющихся минералов могут образовывать глубокие трещины в более засушливые сезоны или годы; такие почвы называются вертисолями. Почвы со смектитовыми глинистыми минералами, включая монтмориллонит и бентонит, обладают наибольшей способностю к усадке и набуханию.
Минеральный состав этого типа почвы отвечает за влагоудерживающую способность. Все глины состоят из минеральных пластин, упакованных в слои, и могут быть классифицированы как 1:1 или 2:1. Эти соотношения относятся к пропорции тетраэдрических листов к октаэдрическим листам. Октаэдрические листы зажаты между двумя тетраэдрическими листами в глинах 2:1, в то время как глины 1:1 имеют листы в подобранных парах. Расширяющиеся глины имеют расширяющуюся кристаллическую решетку в соотношении 2:1; однако существуют нерасширяющиеся глины 2:1.
Растрескивание фундамента можно уменьшить, поливая вокруг фундамента водой из шланга в сухую погоду. Этот процесс можно автоматизировать с помощью таймера или контроллера датчика влажности почвы. Несмотря на то, что ирригация стоит дорого, её стоимость невелика по сравнению с ремонтом треснувшего фундамента. Добавки могут быть добавлены к расширяющимся глинам, чтобы также уменьшить свойства усадки и набухания.
Одним из лабораторных испытаний для измерения способности грунта к объемным изменениям (набуханию и усадке) является ASTM D 4829.